# Паризька тигриця
Паризька тигриця (англ. The Parisian Tigress) — американська драма режисера Герберта Блаше 1919 року.

## У ролях
- Віола Дена — Дженні
- Даррел Фосс — Альберт Чейрой
- Генрі Колкер — Генрі Датрей
- Едвард Коннеллі — граф де Сушет
- Кларисса Селвінні — мадемуазель де Сушет
- Луїс Дерклі  — Жак
- Пауль Вайгель — граф де Сушет (старший)
- Марі Бодет — Кісетт